# かっとび放送局WKRP
『かっとび放送局WKRP』（原題：WKRP in Cincinnati）は、アメリカのテレビドラマである。

## 概要
オハイオ州シンシナティにある苦労している架空のラジオ局のスタッフの不運を特徴とするシットコム。
ヒュー・ウィルソン製作で、彼のアトランタのトップ40ラジオ局WQXIの広告販売での経験に基づいている。
多くのキャラクターやいくつかのストーリー（シーズン1のエピソード7「七面鳥のアウェイ」を含む）はWQXIの人々とイベントに基づいている。
| スタブアイコン | サブスタブ | この項目は、まだ閲覧者の調べものの参照としては役立たない、テレビ番組に関連した書きかけの項目です。この項目を加筆・訂正などしてくださる協力者を求めています（P:テレビ/PJ:放送または配信の番組）。 |